# الودی (خواننده)
الودی (به انگلیسی: Elodie) با نام کامل الودی دی پاتریزی (به انگلیسی: Elodie Di Patrizi) (زاده ۳ مهٔ ۱۹۹۰) خواننده، ترانه‌سرا و بازیگر ایتالیایی است.